# José Balta
José Balta y Montero (Lima, 25 aprile 1814 – Lima, 22 luglio 1872) è stato un politico peruviano.
È stato Presidente del Perù dal 2 agosto 1868 al 22 luglio 1872.